# HK P10
Die HK P10 ist eine vom Waffenhersteller Heckler & Koch produzierte Pistole. Es handelt sich um einen Rückstoßlader mit einer Browning-Verriegelung. Die Pistole ist in einigen deutschen Bundesländern die Standard-Polizei-Dienstpistole. Sie wird auch in den entsprechenden Justizvollzugsanstalten eingesetzt.
Die P10 ist eine Variante der „USP Compact“ (Universale Selbstlade-Pistole). Sie war die erste Pistole, die den Anforderungen der technischen Richtlinie „Pistolen“ der Deutschen Hochschule der Polizei (DHPol) genügte und durch sie zertifiziert wurde.

## Merkmale
- Griffstück aus faserverstärktem Kunststoff mit korrosionsfesten Metalleinlegeteilen
- Direkt-/Spannabzug mit links oder rechts angeordnetem Entspannhebel
- Integrierte Aufnahmeschiene für Zusatzgeräte
- Magazinkapazität 13 Patronen
- Offenes Balkenvisier mit Kontrastpunkten

## Verwendung
Die Polizei des Saarlandes führte ab 1998 die P10 ein. Die Pistole wird dort ab 2024 bis 2028 von der SFP9 ersetzt. Die Polizei in Sachsen und Thüringen verwenden auch die P10, wobei in Sachsen die SFP9 auch eingeführt wird.